# Mayor Kastiljska
Mayor Kastiljska (šp. Mayor de Castilla, izgovor: Major) bila je španjolska plemkinja, kraljica Navare (Pamplona) te prva carica Španjolske.
Ova je žena znana i kao Muña, Munia te Muñadona.
Njezini su roditelji bili grof Sančo García Kastiljski i njegova žena, grofica Uraka Gómez.
Njezin je muž bio kralj Navare, koja je tada bila znana i kao Pamplona, kralj Sančo III. Veliki. On je navodno dao ovoj kraljici ime Mayor.
Kraljica Mayor je posjedovala konje te ih je dala spomenuti u svojoj oporuci.

## Djeca kraljice Mayor
- García Sánchez III.
- Ferdinand I. Leonski i Kastiljski
- Jimena Sánchez[3]
- Gonzalo Sánchez (vladar Sobrarbea i Ribagorze)

| Prethodnik: | carica Španjolske | Nasljednik:   |
| —           | carica Španjolske | Sanča Leonska |